# Bruno Giacomelli
Bruno Giacomelli (Poncarale, Brescia, 10 de septiembre de 1952) es un expiloto italiano de automovilismo. Disputó las temporadas de 1977 a 1983 de Fórmula 1. Participó en 82 Grandes Premios, debutando el 11 de septiembre de 1977, y logró un total de 14 puntos durante su presencia en el mundial.

## Carrera
Giacomelli inició su carrera en 1972, en la Fórmula Ford nacional. En 1975 ganó el título de la Fórmula Italia y en 1976 el de la Fórmula 3 Británica BRDC Shellsport.
En 1977, debutó tanto en la Fórmula 2 Europea como en la Fórmula 1. En la primera, logró tres victorias para March Engineering y finalizó cuarto en el clasificador final. En la segunda participó en un Gran Premio, el de Italia, con un tercer monoplaza del equipo oficial McLaren.
Al año siguiente, ganó el campeonato de Fórmula 2 Europea con ocho victorias en 12 carreras, compitiendo para el BMW Junior Team, y compite en varias carreras de Fórmula 1. En 1979 compitió en la BMW M1 Procar Championship y participó en cuatro carreras de F1 con el nuevo equipo Alfa Romeo.
Se mantuvo junto a Alfa Romeo hasta 1982, y su mejor resultado lo consiguió en el Gran Premio de Las Vegas de 1981, al terminar tercero por detrás de Alan Jones y Alain Prost. También logró la pole position en el Gran Premio de los Estados Unidos de 1980, en el cual tuvo que abandonar por problemas eléctricos.
Para la temporada 1983, el italiano fichó por la escudería Toleman, pero se marchó al finalizar la misma. Aunque en 1990 regresó a F1 con el equipo Life, no logró pasar de las precalificaciones.
Durante los años ausentes fue probador de los equipos Leyton House y March de Fórmula 1 Internacional durante esos 7 años de ausencia.
Fuera de la Fórmula 1, Giacomelli compitió en la serie CART (1984-1985) y en el Campeonato Mundial de Resistencia (1985-1990), entre otros.

## Resumen de carrera

### Fórmula 1
| Temporada | Equipo                   | Carreras | Victorias | Poles | VR | Podios | Puntos | Pos. |
| --------- | ------------------------ | -------- | --------- | ----- | -- | ------ | ------ | ---- |
| 1977      | Marlboro Team McLaren    | 1        | 0         | 0     | 0  | 0      | 0      | NC   |
| 1978      | Marlboro Team McLaren    | 5        | 0         | 0     | 0  | 0      | 0      | NC   |
| 1979      | Autodelta                | 4        | 0         | 0     | 0  | 0      | 0      | NC   |
| 1980      | Marlboro Team Alfa Romeo | 14       | 0         | 1     | 0  | 0      | 4      | 16.º |
| 1981      | Marlboro Team Alfa Romeo | 15       | 0         | 0     | 0  | 1      | 7      | 15.º |
| 1982      | Marlboro Team Alfa Romeo | 16       | 0         | 0     | 0  | 0      | 2      | 22.º |
| 1983      | Candy Toleman Motorsport | 15       | 0         | 0     | 0  | 0      | 1      | 19.º |
| 1990      | Life Racing Engines      | 12       | 0         | 0     | 0  | 0      | 0      | NC   |
| Fuente:   |                          |          |           |       |    |        |        |      |

## Resultados

### Fórmula 1
(Clave) (negrita indica pole position) (cursiva indica vuelta rápida)

| Año     | Escudería                | 1       | 2       | 3        | 4        | 5        | 6        | 7        | 8        | 9        | 10       | 11       | 12       | 13       | 14       | 15      | 16     | 17  | Pos. | Puntos |
| ------- | ------------------------ | ------- | ------- | -------- | -------- | -------- | -------- | -------- | -------- | -------- | -------- | -------- | -------- | -------- | -------- | ------- | ------ | --- | ---- | ------ |
| 1977    | Marlboro Team McLaren    | ARG     | BRA     | RSA      | USW      | ESP      | MON      | BEL      | SWE      | FRA      | GBR      | GER      | AUT      | NED      | ITA Ret  | USA     | CAN    | JPN | NC   | 0      |
| 1978    | Marlboro Team McLaren    | ARG     | BRA     | RSA      | USW      | MON      | BEL 8    | ESP      | SWE      | FRA Ret  | GBR 7    | GER      | AUT      | NED Ret  | ITA 14   | USA     | CAN    |     | NC   | 0      |
| 1979    | Autodelta                | ARG     | BRA     | RSA      | USW      | ESP      | BEL Ret  | MON      | FRA 17   | GBR      | GER      | AUT      | NED      | ITA Ret  | CAN      | USA Ret |        |     | NC   | 0      |
| 1980    | Marlboro Team Alfa Romeo | ARG 5   | BRA 13  | RSA Ret  | USW Ret  | BEL Ret  | MON Ret  | FRA Ret  | GBR Ret  | GER 5    | AUT Ret  | NED Ret  | ITA Ret  | CAN Ret  | USA Ret  |         |        |     | 16.º | 4      |
| 1981    | Marlboro Team Alfa Romeo | USW Ret | BRA NC  | ARG 10   | SMR Ret  | BEL 9    | MON Ret  | ESP 10   | FRA 15   | GBR Ret  | GER 15   | AUT Ret  | NED Ret  | ITA 8    | CAN 4    | LVG 3   |        |     | 15.º | 7      |
| 1982    | Marlboro Team Alfa Romeo | RSA 11  | BRA Ret | USW Ret  | SMR Ret  | BEL Ret  | MON Ret  | DET Ret  | CAN Ret  | NED 11   | GBR 7    | FRA 9    | GER 5    | AUT Ret  | SUI 12   | ITA Ret | LVG 10 |     | 22º  | 2      |
| 1983    | Candy Toleman Motorsport | BRA Ret | USW Ret | FRA 13   | SMR Ret  | MON DNQ  | BEL 8    | DET 9    | CAN Ret  | GBR Ret  | GER Ret  | AUT Ret  | NED 13   | ITA 7    | EUR 6    | RSA Ret |        |     | 19º  | 1      |
| 1990    | Life Racing Engines      | USA     | BRA     | SMR DNPQ | MON DNPQ | CAN DNPQ | MEX DNPQ | FRA DNPQ | GBR DNPQ | GER DNPQ | HUN DNPQ | BEL DNPQ | ITA DNPQ | POR DNPQ | ESP DNPQ | JPN     | AUS    |     | NC   | 0      |
| Fuente: |                          |         |         |          |          |          |          |          |          |          |          |          |          |          |          |         |        |     |      |        |

| Predecesor: -           | Shellsport Fórmula 3 británica Campeón 1976 | Sucesor: Stephen South |
| Predecesor: René Arnoux | Fórmula 2 Europea Campeón 1978              | Sucesor: Marc Surer    |